# De Havilland Tiger Moth
de Havilland DH 82 Tiger Moth là một loại máy bay hai tầng cánh trong thập niên 1930 do Geoffrey de Havilland thiết kế, được trang bị cho Không quân Hoàng gia (RAF) và các lực lượng không quân khác làm máy bay huấn luyện.

## Biến thể

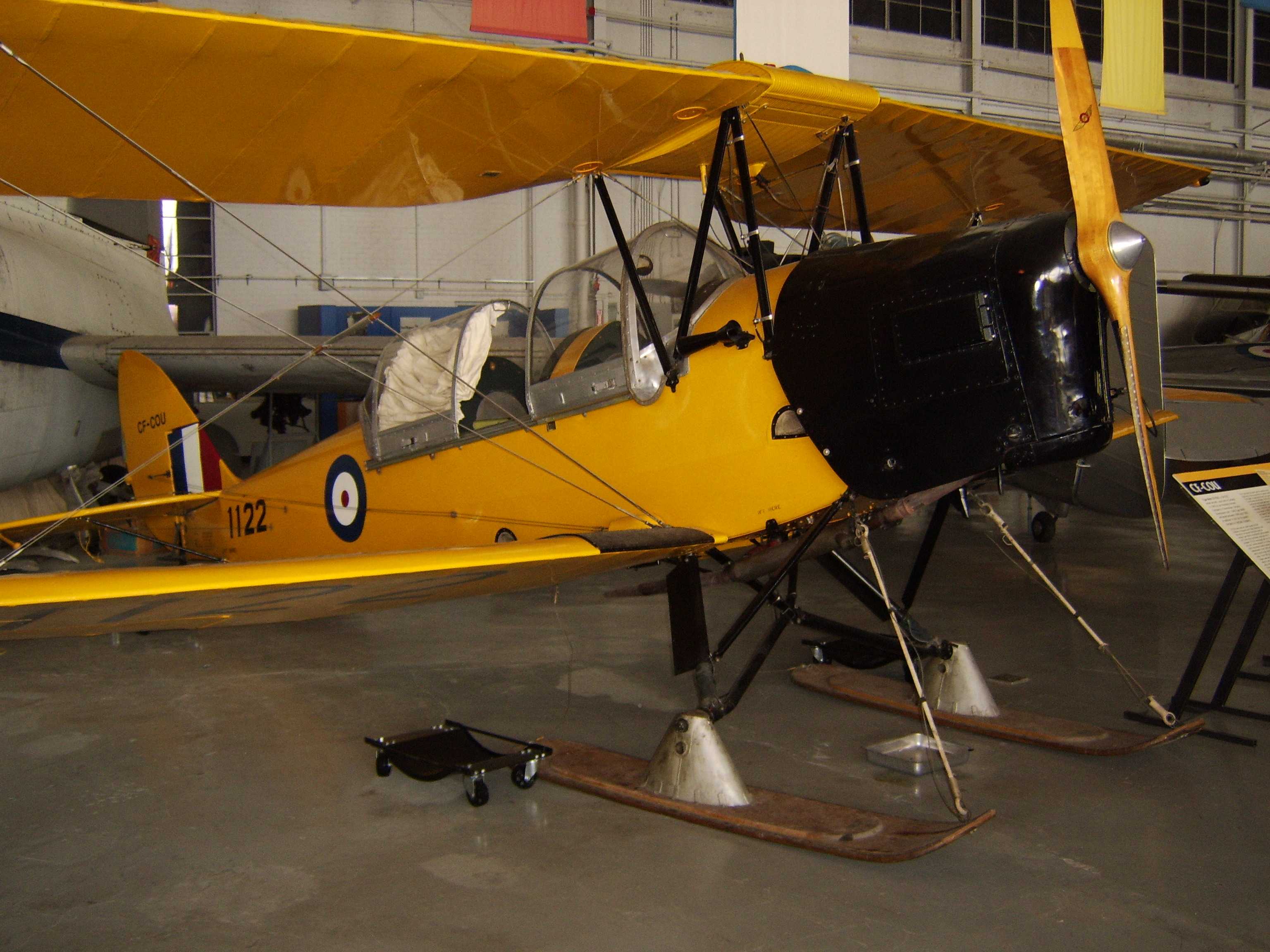
de Havilland Canada DH.82C

DH.60T Moth Trainer/Tiger Moth
DH.82 Tiger Moth (Tiger Moth I)
DH.82A Tiger Moth (Tiger Moth II)
DH.82B Tiger Moth III
DH.82C Tiger Moth
DH.82C-2 Menasco Moth I
DH.82C-4 Menasco Moth II
DH.82C-4 Menasco Moth III
DH.82 Queen Bee
PT-24 Moth
Thruxton Jackaroo
DH.83 Fox Moth

## Quốc gia sử dụng

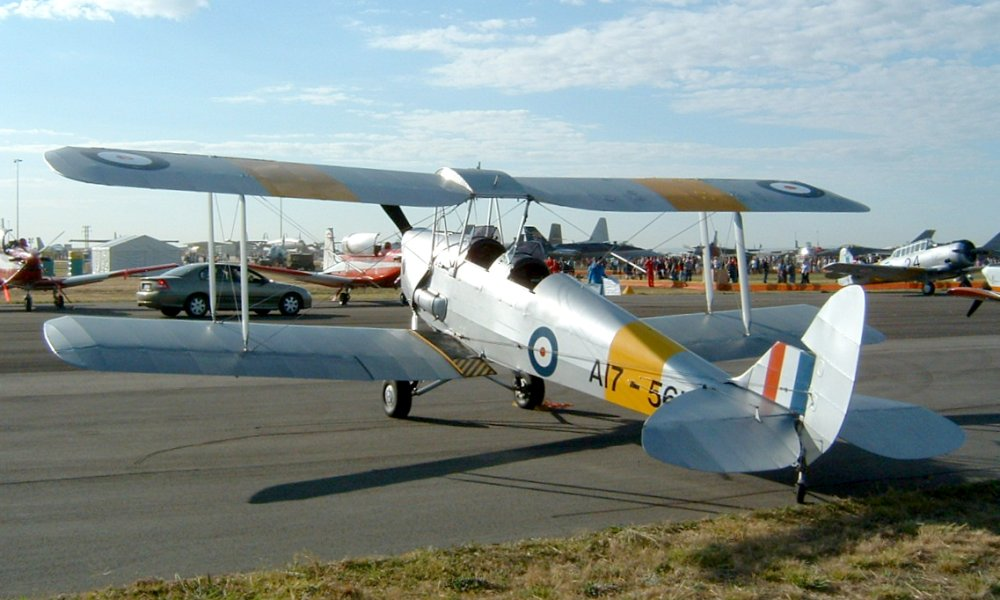
DH.82A Tiger Moth sơn biểu tượng của RAAF

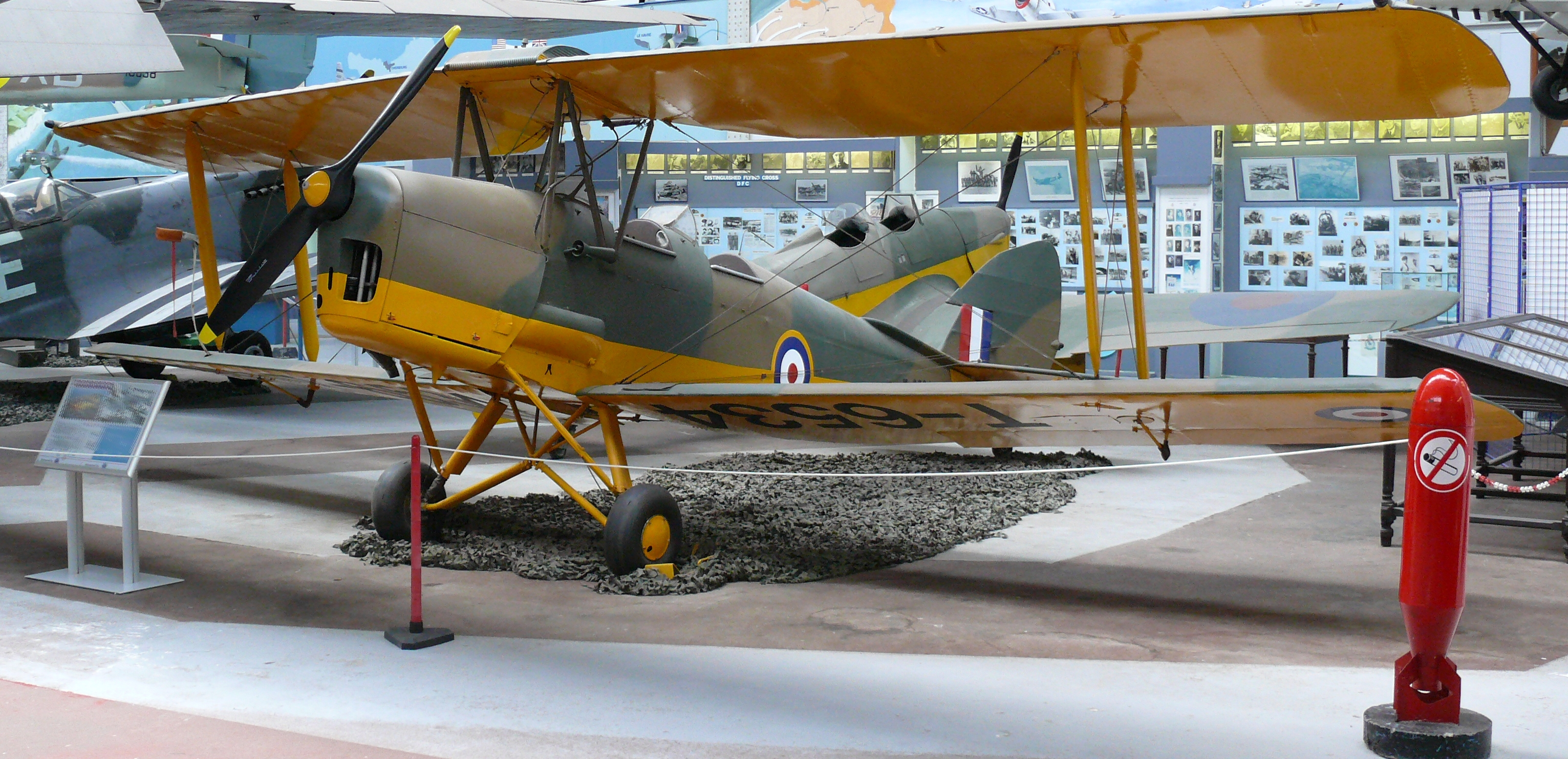
Tiger Moth sơn màu ngụy trang của Anh tại một bảo tàng ở Bỉ

### Quân sự
Việt Nam
- Không quân nhân dân Việt Nam

 Australia
- Không quân Hoàng gia Australia
- Hải quân Hoàng gia Australia - Không quân Hải quân (RAN).

 Bỉ
- Không quân Bỉ

 Brasil
- Không quân Brazil
- Hải quân Brazil

 Burma
- Không quân Tình nguyện Burma
- Không quân Burma

 Canada
- Không quân Hoàng gia Canada
- Hải quân Hoàng gia Canada

 Ceylon
- Hải quân Hoàng gia Ceylon

 Democratic Republic of Congo
- Force Aérienne Congolaise

 Tiệp Khắc
- Không quân Tiệp Khắc

 Đan Mạch
- Không quân Hoàng gia Đan Mạch

 Ai Cập
 Phần Lan
- Không quân Phần Lan

 Pháp
- Không quân Pháp

 Đức
- Luftwaffe

 Greece
- Không quân Hy Lạp

  Ấn Độ
- Không quân Hoàng gia Ấn Độ
- Không quân Ấn Độ

 Iran
- Không quân Đế quốc Iran

 Iraq
- Không quân Iraq

 Israel
- Không quân Israel
- Sherut Avir

 Jordan
- Không quân Hoàng gia Jordani

 Malaya
- Không quân Hỗ trợ Malay

 Hà Lan
- Không quân Hoàng gia Hà Lan
- Không quân Hải quân Hà Lan
- Không quân Lục quân Đông Ấn Hoàng gia Hà Lan

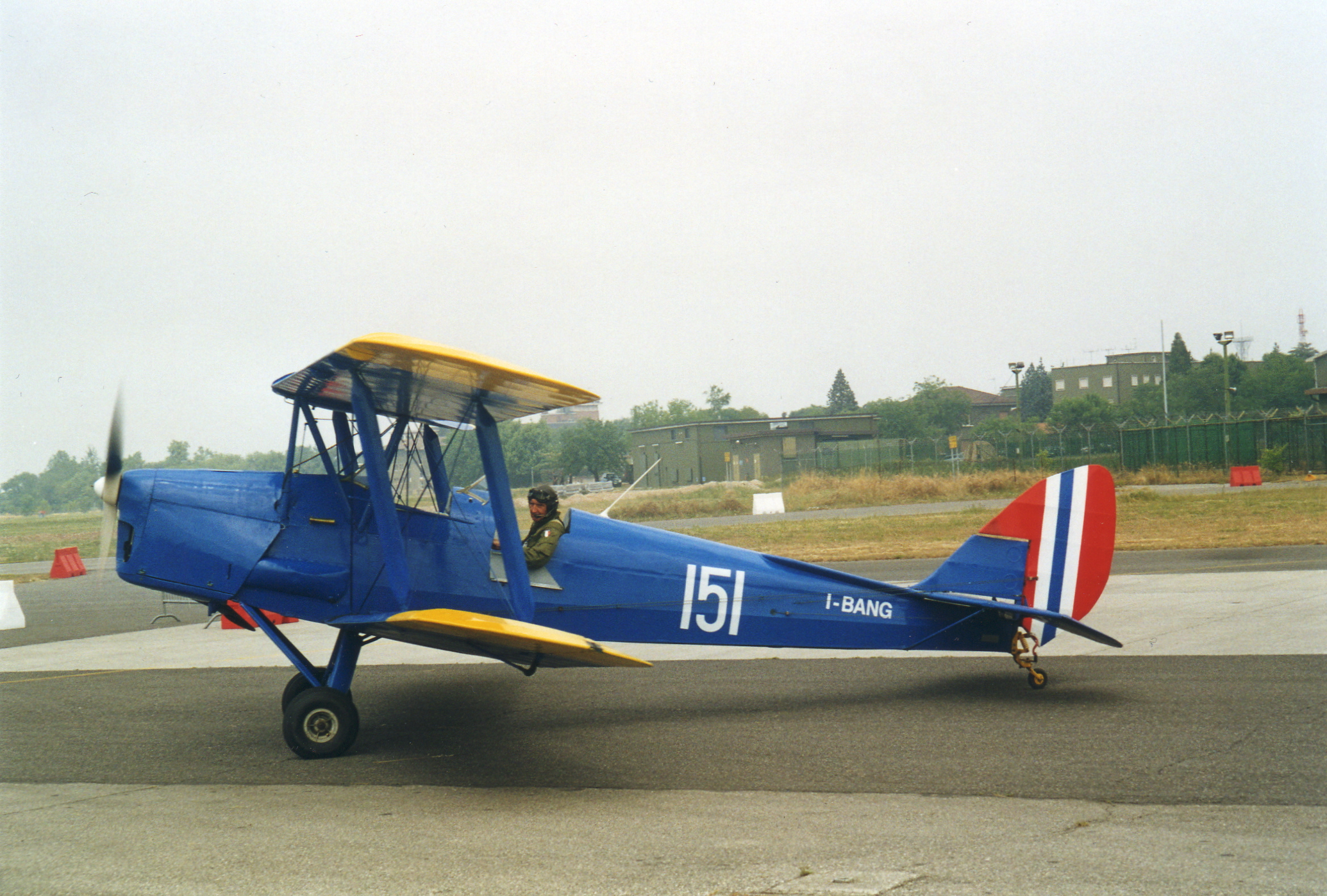
DH.82A Tiger Moth sơn biểu tượng của Không quân Hoàng gia Na Uy

 New Zealand
- Không quân Hoàng gia New Zealand

 Na Uy
- Không quân Lục quân Na Uy

 Pakistan
- Không quân Pakistan

 Ba Lan
- Không quân Ba Lan
- Không quân Ba Lan ở Anh

 Bồ Đào Nha
- Không quân Lục quân Bồ Đào Nha
- Không quân Hải quân Bồ Đào Nha
- Không quân Bồ Đào Nha

 Rhodesia
- Không quân Rhodesia

 Cộng hòa Tây Ban Nha
- Không quân Cộng hòa Tây Ban Nha

Bản mẫu:Country data Spanish State
- Không quân Tây Ban Nha

 South Africa
- Không quân Nam Phi

 Southern Rhodesia
- Không quân Nam Rhodesia

 Sri Lanka
- Không quân Sri Lanka

 Thụy Điển
- Không quân Thụy Điển

 Thái Lan
- Không quân Hoàng gia Thái Lan
- Hải quân Hoàng gia Thái Lan

 Anh Quốc
- Không quân Hoàng gia
- Không quân Hải quân Hoàng gia

 United States
- Không quân Lục quân Hoa Kỳ

 Uruguay
- Không quân Uruguay

 Nam Tư
- Không quân SFR Nam Tư

### Dân sự
Máy bay được nhiều cá nhân và tổ chức tư nhân sử dụng, cũng như các câu lạc bộ máy bay.

## Tính năng kỹ chiến thuật (DH 82A)
Dữ liệu lấy từ The Tiger Moth Story 
Đặc điểm tổng quát
- Kíp lái: 2
- Chiều dài: 23 ft 11 in (7,34 m)
- Sải cánh: 29 ft 4 in (8,94 m)
- Chiều cao: 8 ft 9 in (2,68 m)
- Diện tích cánh: 239 ft² (22,2 m²)
- Trọng lượng rỗng: 1.115 lb (506 kg)
- Trọng lượng có tải: 1.825 lb (828 kg)
- Động cơ: 1 × de Havilland Gipsy Major I, 130 hp (100 kW)

 Hiệu suất bay 
- Vận tốc cực đại: 109 mph trên độ cao 1.000 ft (97 kts, 175 km/h trên độ cao 300 m)
- Vận tốc hành trình: 67 mph (59 kts)
- Tầm bay: 302 dặm (250 nm, 486 km)
- Trần bay: 13.600 ft (4.145 m)
- Vận tốc lên cao: 673 ft/phút (205 m/phút)

Trang bị vũ khí

8 quả bom 20 lb